# Mesosmylus naevius
Mesosmylus naevius là một loài côn trùng trong họ Osmylidae thuộc bộ Neuroptera. Loài này được Navás miêu tả năm 1912.